# Obwodnica Łodzi
Obwodnica Łodzi – kompleks autostrad (A1, A2) oraz dróg ekspresowych (S8, S14) wokół Łodzi, które w całości tworzą obwodnicę tego miasta jak również miast i powiatów sąsiadujących z Łodzią czyli: Zgierza, Pabianic i Rzgowa.

## Drogi
| Numer              | Odcinek                    | Długość | Otwarcie                  | Węzły                     |
| ------------------ | -------------------------- | ------- | ------------------------- | ------------------------- |
| E75                | Łódź Północ- Łódź Południe | 29,8 km | 1 lipca 2016              | Łódź Północ- A2           |
| E75                | Łódź Północ- Łódź Południe | 29,8 km | 1 lipca 2016              | Brzeziny-DK72             |
| E75                | Łódź Północ- Łódź Południe | 29,8 km | 1 lipca 2016              | Łódź Wschód- DW713        |
| E75                | Łódź Północ- Łódź Południe | 29,8 km | 1 lipca 2016              | Łódź Górna-DW714          |
| E75                | Łódź Północ- Łódź Południe | 29,8 km | 1 lipca 2016              | Łódź Południe-S8          |
| E30                | Emilia-Łódź Północ         | 20,1 km | 26 lipca 2006             | Emilia- DK91              |
| E30                | Emilia-Łódź Północ         | 20,1 km | 26 lipca 2006             | Zgierz Północ- DW702      |
| E30                | Emilia-Łódź Północ         | 20,1 km | 22 grudnia 2008           | Stryków- DK14, DK71       |
| E30                | Emilia-Łódź Północ         | 20,1 km | 22 grudnia 2008           | Łódź Północ- A1           |
| E67                | Róża-Łódź Południe         | 19,4 km | 11 kwietnia 2014          | Róża- S14                 |
| E67                | Róża-Łódź Południe         | 19,4 km | 11 kwietnia 2014          | Pabianice Południe- DW485 |
| E67                | Róża-Łódź Południe         | 19,4 km | 11 kwietnia 2014          | Rzgów- DK91               |
| E67                | Róża-Łódź Południe         | 19,4 km | 1 lipca 2016              | Łódź Południe- A1         |
|                    | Emilia-Róża                | 42,2 km | 7 lipca 2023              | Emilia- A2                |
| Zgierz Zachód-DK71 | Emilia-Róża                | 42,2 km | 7 lipca 2023              |                           |
| 25 czerwca 2022    | Emilia-Róża                | 42,2 km | Aleksandrów Łódzki- DK71  |                           |
| 25 czerwca 2022    | Emilia-Róża                | 42,2 km | Konstantynów Łódzki- DK71 |                           |
| 25 czerwca 2022    | Emilia-Róża                | 42,2 km | Łódź Retkinia             |                           |
| 25 czerwca 2022    | Emilia-Róża                | 42,2 km | Łódź Lublinek- DK14       |                           |
| 13 lipca 2012      | Emilia-Róża                | 42,2 km | Pabianice Północ-DK71     |                           |
| 11 kwietnia 2014   | Emilia-Róża                | 42,2 km | Dobroń- DW482             |                           |
| 11 kwietnia 2014   | Emilia-Róża                | 42,2 km | Róża- S8                  |                           |